# Thore Enochsson
Thore Enochsson   (Östersund, 17 de novembre de 1908 - Bandhagen, 14 de març de 1993) va ser un atleta suec, especialista en curses de llarga distància, que va competir durant les dècades de 1920 i 1930.
El 1936 va prendre part en els Jocs Olímpics d'Estiu de Berlín, on fou desè en la marató del programa d'atletisme.
En el seu palmarès destaca la medalla de plata en la marató al primer Campionat d'Europa d'atletisme, el 1934, la mitja marató d'Estocolm de 1933 a 1936 i el campionat nacional de marató de 1932 i 1933.

## Millors marques
- Marató. 2h 40' 39" (1932)[1][4]